# Aiko Solar Energy
Shanghai Aiko Solar Energy Company Limited — китайская фотоэлектрическая компания, один из крупнейших в мире производителей монокристаллических фотоэлементов и солнечных модулей. Основана в 1996 году, штаб-квартира в Шанхае. 

## История
В ноябре 2009 года была основана компания Guangdong Aiko Solar Energy Technology (Фошань). В 2010 году Aiko Solar ввела в эксплуатацию первую очередь своего завода в Гуандуне и произвела первые поликристаллические элементы; в 2015 году приступила к серийному производству монокристаллических элементов; в 2016 году основала дочернюю компанию Zhejiang Aiko Solar Energy Technology и начала строительство завода в Иу (введён в эксплуатацию в 2017 году).
В 2019 году Aiko Solar Energy запустила производство на заводе в Тяньцзине и вышла на Шанхайскую фондовую биржу; в 2020 году основала в Германии дочернюю компанию Solarlab Aiko Europe.

## Деятельность
Производственные мощности Aiko Solar Energy расположены в городах Фошань, Чжухай, Иу и Тяньцзинь, научно-исследовательский центр — в Иу, кремниевая лаборатория — в Гуандуне. Крупнейшими клиентами Aiko Solar являются производители солнечных панелей Trina Solar, LONGi, Canadian Solar и China Energy Conservation and Environmental Protection Group.

## Акционеры
Основными акционерами Aiko Solar Energy являются IDG Capital (20,9 %), Shanghai Pudong Science & Technology Investment (9 %), Jolmo Capital (4,94 %), Monetary Authority of Macao (3,58 %), Чэнь Ган (3,43 %), Tianjin Venture Capital (2,97 %), China Huarong Asset Management (2,38 %), Zhong Ou Asset Management (2,14 %) и China Southern Asset Management (1,07 %).